# Carinaulus milaninikodymi
Carinaulus milaninikodymi är en skalbaggsart som beskrevs av Cervenka 2000. Carinaulus milaninikodymi ingår i släktet Carinaulus och familjen Aphodiidae. Inga underarter finns listade.